# NSK Ltd.
NSK Ltd. (日本精工株式会社 Nippon Seikō Kabushiki-gaisha,  Japan Precision Company) på nogle markeder kendt som NSK Automation er en japansk producent af maskinlejer. De producerer maskinlejer og præcisionsmaskiner og -dele samt billejer og bilkomponenter.
De har over 30.000 ansatte på 65 fabrikker i 14 lande.